# Brigitta Muntendorf
Brigitta Muntendorf (* 11. Juli 1982 in Hamburg) ist eine deutsch-österreichische Komponistin.

## Studium
Muntendorf studierte Komposition an der Hochschule für Künste Bremen und an der Hochschule für Musik Köln (HfMT).
Ihre Kompositionslehrer waren in Bremen Younghi Pagh-Paan und Günter Steinke, in Köln Krzysztof Meyer, Rebecca Saunders und Johannes Schöllhorn. Ihr Studium schloss sie 2010 mit dem Konzertexamen in Köln ab.

## Künstlerischer Werdegang
2006 errang Muntendorf den ersten Preis beim Kompositionswettbewerb des Berliner Orchesters Sinfonietta92 mit der Komposition Klangviren für Orchester. Die Uraufführung war im Oktober 2007 im Kammermusiksaal der Berliner Philharmonie. 2009 gründete sie das zehnköpfige und sieben Nationen verbindende Ensemble Garage, das sich auf intermediale und musiktheatrale Weise mit den künstlerischen Intentionen der heutigen Zeit auseinandersetzt. Gemeinsam mit dem Ensemble entwickelt Muntendorf als dessen künstlerische Leiterin zahlreiche transmediale und spartenverbindende Konzertprogramme. Von 2012 bis 2022 leitete und kuratierte sie die 1997 von Gisela Gronemeyer und Deborah Richards gegründete Reihe „Frau Musica (nova)“ im Deutschlandfunk Köln, die insbesondere Komponistinnen der zeitgenössischen Musik und experimentellen Elektronik fördert.
Ihrem Abschlussexamen an der Musikhochschule schloss sich ein Stipendium für einen halbjährigen Aufenthalt an der „Cité Internationale des Arts Paris“ an. Dieses und weitere Studien-Stipendien im Internationalen Künstlerhaus Villa Concordia in Bamberg (2014–15) und der Villa Kamogawa des Goethe Instituts in Kyoto (2017) ermöglichten ihr eine vielseitige Weiterbildung, die insbesondere das „spartenübergreifende“ Schaffen der Komponistin förderte. Muntendorf „verfolgt die Idee einer Musik, die durch möglichst vielschichtige Kontextualisierung nicht nur auf sich selbst verweist, sondern Verbindungen zu anderen Ausdrucksformen herstellt.“ In ihren Werken setzt sie sich insbesondere mit den Wechselwirkungen zwischen einer „auf Übersetzungen realer Bedürfnisse beruhenden digitalen Kultur und der Künstlichkeit von Individualität auseinander“. Den Schwerpunkt bilden dabei kompositorische und wissenschaftliche Auseinandersetzung von Wechselwirkungen zwischen Individuum und Gemeinschaft im Realitäts-Virtualitäts-Kontinuum und damit einhergehende Veränderungen in Kommunikation und Dynamiken eines Miteinanders.
2011–15 komponierte Brigitta Muntendorf mit Wer zum Teufel ist Gerty, Endlich Opfer und Bronze by Gold drei Taschenopern in Zusammenarbeit mit dem Regisseur Thierry Bruehl für das Taschenopernfestival Salzburg. Ein weiteres Musiktheater entstand im Rahmen der Münchner Biennale 2016 in Zusammenarbeit mit Abdullah Karaca (FIGO) sowie die Social Media Opera iScreen, YouScream! (2017) in Kollaboration mit dem Regisseur Michael Höppner für das Eclat Festival Stuttgart. 2016 präsentierte sie mit der Choreographin Stephanie Thiersch CITY DANCE von Anna Halprin, ein großangelegtes, Musik, Tanz und Community verbindendes Stadt-Happening. Ebenfalls mit Stephanie Thiersch produzierte sie die Musik-Tanztheater BILDERSCHLACHTEN / Batailles d’Image (2019 Théâtre de Nîmes, Beethovenfest Oper Bonn, 2022 Kunstfestspiele Herrenhausen) und für die Ruhrtriennale 2020 ARCHIPEL (2021 Theater der Welt Düsseldorf, Tanz im August Berlin, 2022 ULTIMA Oslo). Gemeinsam mit dem Dramaturgen Moritz Lobeck konzipierte sie die experimentelle Musiktheater-Show MELENCOLIA für Ensemble Modern (2022 Bregenzer Festspiele, 2024 Holland Festival, 2025 MaerzMusik) und das 3D-Audio Oratorium ORBIT - A War Series (2023 Biennale Venedig, 2025 Staatsoper Berlin / Humboldt Forum, Elbphilharmonie Hamburg). Daneben arbeitet Muntendorf seit 2013 an der Reihe Public Privacy für Soloinstrument bzw. Sologesang, Video und Elektronik, in deren Zuge sie auch den Begriff „Social Composing“ etablierte. Transmediale und akustische Ensemblestücke an der Schnittstelle zwischen zeitgenössischer Musik und experimenteller Elektronik in unterschiedlichsten Formationen bilden ebenfalls Konstanten in ihrem Schaffen wie 3D-Sound oder Video-Installationen wie z. B. ||:FOREST OF BREATH:|| (2021 Kunsthalle Mannheim), THEATRE OF ECHO (2020 Wittener Tage für Neue Kammermusik, 2021 WDR / Musik der Zeit) oder COVERED CULTURE (2020 Radialsystem Berlin, 2021 Museum of Modern Art Shanghai, Kyoto Experiment, TPAM Yokohama u. a.). Die CD-Einspielung ihrer Trilogie für zwei Flügel, die vom GrauSchumacher Piano Duo bei den Kunstfestspielen Herrenhausen 2018 uraufgeführt wurde, erhielt 2023 den Preis der Deutschen Schallplattenkritik.
2013 erhielt Muntendorf einen Lehrauftrag für Komposition an der Universität Siegen und unterrichtet seit Oktober 2017, zunächst im Rahmen einer Vertretungsprofessur, seit 2019 einer regulären Professur für Komposition an der Hochschule für Musik und Tanz Köln. 2024 wurde sie zum Mitglied der Nordrhein-Westfälischen Akademie der Wissenschaften und der Künste gewählt. Zum 1. September 2025 wird Muntendorf als Nachfolgerin von Ingo Metzmacher Intendantin der Kunstfestspiele Herrenhausen.

### Ehrungen und Stipendien
Kompositionsaufträge (Auswahl):
- Für das Acht Brücken Festival Köln
- für die Reihe Ensemble:Europa des WDR[14]
- für die Städte Hannover und Oldenburg
- für die Wittener Tage für Neue Kammermusik[15]
- Experimentalstudio des SWR
- Eclat Festival Stuttgart

Preise:
- 2006 1. Preis des Kompositionswettbewerbs des Berliner Orchesters Sinfonietta92 für die Komposition Klangviren für Orchester
- Hochschulpreis der HfMT Köln
- Carl von Ossietzky Preis
- 2014 Förderpreis der Ernst von Siemens Musikstiftung[16]
- 2017 Deutscher Musikautorenpreis (Nachwuchspreis in der Sparte E)

Stipendien:
- Kompositions-Stipendium Cité Internationale des Arts Paris
- Bernd Alois Zimmermann Stipendium
- Stipendium der Internationalen Ensemble Modern Akademie[3]
- Stipendium für das Internationale Künstlerhaus Villa Concordia
- Stipendium für die Villa Kamogawa des Goethe Instituts in Kyoto

## Weblink
- Werkverzeichnis (Auswahl) auf brigitta-muntendorf.de